# Robert Łukaszewicz
Robert Łukaszewicz (ur. 21 marca 2001 w Rzeszowie) – polski skoczek do wody, olimpijczyk z Paryża 2024.

## Biografia
Urodził się i mieszka w Rzeszowie. Na arenie międzynarodowej zadebiutował na Mistrzostwach Świata 2022 w Budapeszcie. Na Mistrzostwach Świata 2024 w Dosze jako pierwszy polski skoczek do wody od 32 lat uzyskał kwalifikację olimpijską.

## Wyniki
| Impreza              | Rok  | Gospodarz | wieża 10 m ind. | wieża 10 m syn. | wieża 10 m syn. | wieża 10 m Mix    | wieża 10 m Mix | Team Event | trampolina 1 m ind. |
| Impreza              | Rok  | Gospodarz | wieża 10 m ind. | Partner         | Poz.            | Partner           | Poz            | Team Event | trampolina 1 m ind. |
| -------------------- | ---- | --------- | --------------- | --------------- | --------------- | ----------------- | -------------- | ---------- | ------------------- |
| Igrzyska olimpijskie | 2024 | Paryż     | 14              | —               | —               | —                 | —              | —          | —                   |
| Mistrzostwa świata   | 2022 | Budapeszt | 24              | —               | —               | —                 | —              | —          | —                   |
| Mistrzostwa świata   | 2023 | Fukuoka   | 22              | Filip Jachim    | 7               | —                 | —              | —          | —                   |
| Mistrzostwa świata   | 2024 | Doha      | 11              | Filip Jachim    | 12              | —                 | —              | —          | —                   |
| Igrzyska europejskie | 2023 | Rzeszów   | 11              | Filip Jachim    | 5               | —                 | —              | —          | —                   |
| Mistrzostwa Europy   | 2022 | Rzym      | 8               | —               | —               | —                 | —              | —          | 21                  |
| Mistrzostwa Europy   | 2024 | Belgrad   | 13              | —               | —               | —                 | —              | —          | —                   |
| Mistrzostwa Europy   | 2025 | Antalya   | 7               | —               | —               | Maria Łukaszewicz | 5              | 4          | —                   |